# Haus Luxemburg

Wappen des Hauses Limburg-Luxemburg

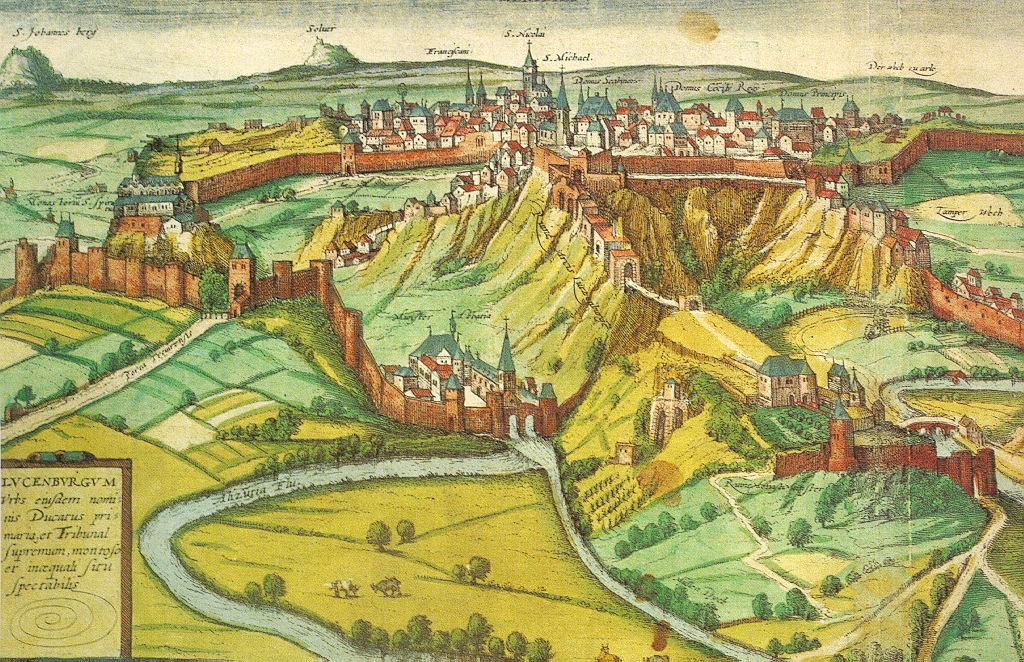
Burg Lucilinburhuc (auf der ältesten Ansicht Luxemburgs von 1598)

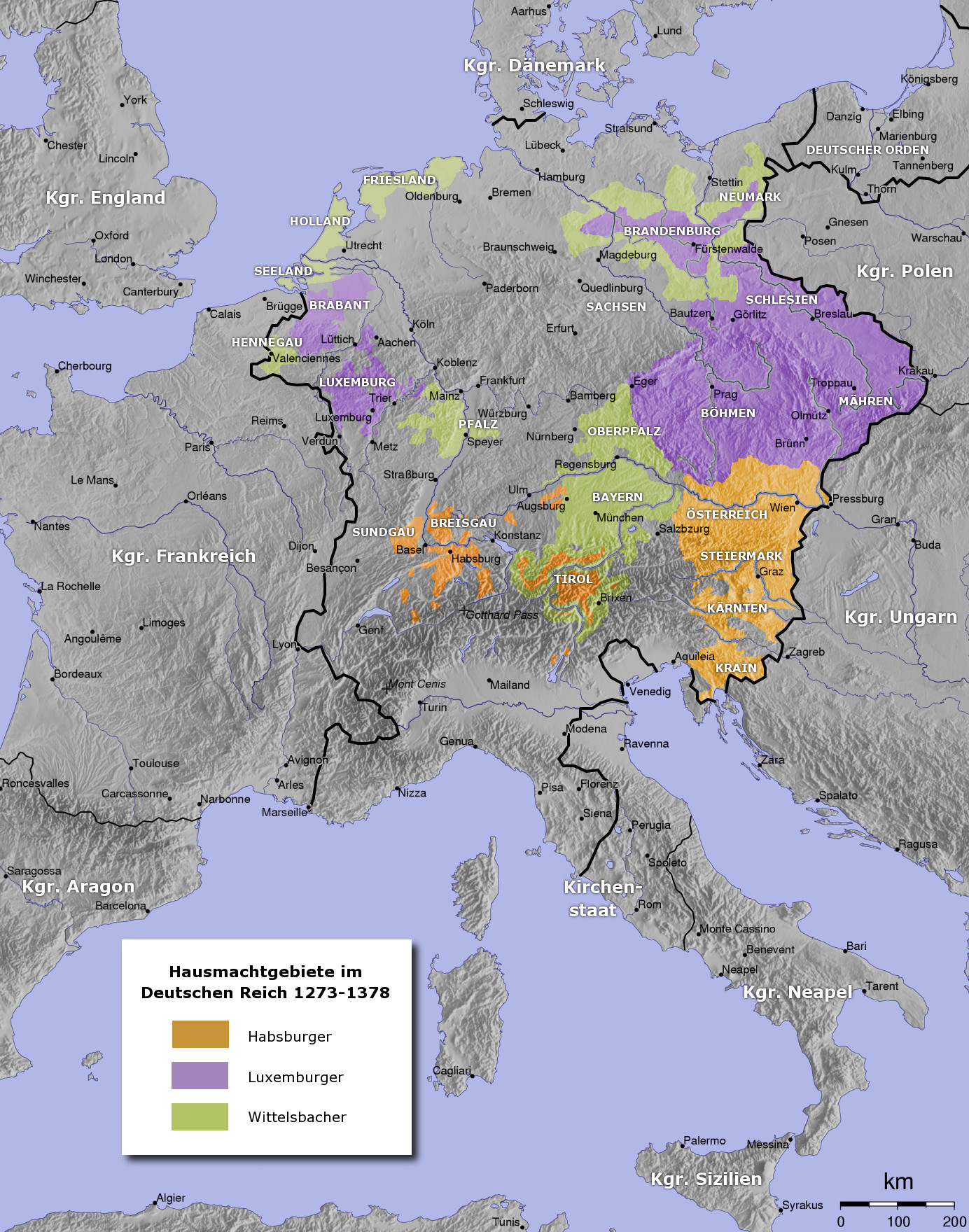
Das Heilige Römische Reich unter dem Luxemburger Kaiser Karl IV.
Habsburg
Luxemburg
Wittelsbach

Verwandtschaftsverhältnisse mit Karl V. von Frankreich

Das Haus Limburg-Luxemburg (auch Haus Luxemburg, Luxemburger oder Lützelburger) war ein Fürstengeschlecht, das  im Spätmittelalter, zwischen 1308 und 1437, vier römisch-deutsche Könige stellte, von denen drei auch zu Kaisern gekrönt wurden. Vier Luxemburger waren zugleich Könige von Böhmen und einer von Ungarn und Kroatien. Die vorausgegangenen Staufer hatten fünf römisch-deutsche Könige bzw. Kaiser gestellt und die nachfolgenden Habsburger stellten deren zwanzig, nicht zuletzt weil ihnen 1437 das territoriale Erbe der Luxemburger zugefallen war.
Es handelt sich um einen Zweig des Hauses Limburg-Arlon und ist nicht mit dem Haus Luxemburg des 10. und 11. Jahrhunderts (den Wigerichen) zu verwechseln.

## Geschichte
Begründer der Linie war Graf Heinrich V. von Luxemburg († 1281). Er war ein Sohn Walrams IV. von Limburg (Haus Limburg-Arlon) und dessen zweiter Frau Ermesinde II. von Luxemburg (Haus Namur), der die Grafschaft Luxemburg von seiner Mutter erbte, während sein älterer Halbbruder Heinrich IV. von Limburg das Herzogtum Limburg von seinem Vater erbte.
Die Linie wurde fortgesetzt durch Graf Heinrich VI. von Luxemburg († 1288). Im sogenannten Limburger Erbfolgestreit fiel er in der Schlacht von Worringen 1288. Neben Heinrich fielen alle seine Brüder Walram von Luxemburg-Ligny und Balduin sowie sein Bastardbruder Heinrich von Houffalize. Damit war eine ganze Generation des Hauses Luxemburg ausgelöscht.
Der erste Vertreter auf dem römisch-deutschen Königsthron war 1308 Heinrich VII., ein Enkel Heinrichs V. Dieser konnte seinen Sohn Johann 1310 als König von Böhmen (und den Nebenländern Mähren, Schlesien, Lausitz und Glatz) einsetzen. Dieser Länderkomplex bildete dann die Grundlage der luxemburgischen Hausmacht. Die Belehnung des 14 Jahre alten Johann mit dem Königreich Böhmen war Heinrich VII. gelungen, indem er sich mit böhmischen Oppositionskreisen auf die Absetzung des Wahlkönigs Heinrich von Kärnten verständigte; Johann wurde zugleich mit der böhmischen Prinzessin Elisabeth vermählt, einer Schwester König Wenzels III., mit dessen Ermordung 1306 kurz zuvor das alte Herrscherhaus der Přemysliden in männlicher Linie ausgestorben war. Heinrich gelang es 1312, in Rom die Würde eines römisch-deutschen Kaisers zu erlangen, jedoch scheiterte sein Unternehmen einer Restauratio imperii, da er 1313 noch auf dem Italienzug starb. 
Das Haus Luxemburg wurde nun faktisch von Kaiser Heinrichs Bruder Balduin von Luxemburg, Erzbischof von Trier, geführt. Er war einer der erfolgreichsten Politiker des 14. Jahrhunderts und bestimmte bis zu seinem Tode 1354 maßgeblich die Politik im Reich mit.
Die römisch-deutsche Königs- und Kaiserwürde seines Vaters zu erlangen, verwehrten dem 17-Jährigen Johann die Kurfürsten, indem sie 1314 Ludwig den Bayern wählten. Johann erwarb sich in der Folge als König von Böhmen hohes Ansehen und betrieb eine erfolgreiche Hausmachtpolitik, musste aber auch dem Adel Mitspracherechte einräumen. Johann fiel im Jahr 1346 in der Schlacht bei Crécy. Der Überlieferung zufolge soll der erblindete Johann praktisch schutzlos ins Kampfgetümmel geritten sein. In Luxemburg gilt Johann der Blinde als Nationalheld.
Der bedeutendste Herrscher aus dem Hause Luxemburg war Johanns Sohn Karl IV., der wohl erfolgreichste Hausmachtpolitiker des Spätmittelalters. Als Markgraf von Mähren übernahm er von seinem erblindeten Vater 1341 die Regentschaft über Böhmen und wurde, noch zu Lebzeiten des Vaters, 1346 zum römisch-deutschen Gegenkönig gegen Ludwig den Bayern gewählt, folgte seinem Vater ab 1347 als König von Böhmen, wurde 1349 noch einmal zum deutschen König gewählt und gekrönt und stieg 1355 zum römisch-deutschen Kaiser und König von Italien auf, was er bis zu seinem Tod 1378 blieb. Zeitweilig konnten sich die Luxemburger auch in Brabant und Limburg (1355–1404) und in Brandenburg (1373–1415) etablieren. 1387 gelang es auch, die ungarische Königskrone in ihre Hand zu bringen (dieser Plan war bereits von Karl erarbeitet worden). Karl gelang es, seinen Sohn Wenzel noch zu seinen Lebzeiten zum römisch-deutschen König wählen zu lassen. Zudem sah es einige Zeit danach aus, als würden die Hausmacht der Luxemburger und die Bestimmungen der Goldenen Bulle das Königtum de facto erblich machen. Unter Kaiser Karl blühten in Prag die Künste und Wissenschaften auf, er gründete 1348 die Karls-Universität, Peter Parler vollendete den Veitsdom, die Hofmalerschule entwickelte bisher unerreichte Qualität. Um Loyalität zu erkaufen und kostspielige Projekte zu verwirklichen, veräußerte Karl IV. allerdings auch erhebliche Teile des Reichsguts.
König Wenzel zeigte sich nicht in der Lage, die in ihn gesetzten Erwartungen zu erfüllen. Karl IV. hatte es wiederum versäumt, die nachfolgende Generation durch gerechte Erbaufteilung und Erziehung zu dynastischem Familiensinn zur Gemeinsamkeit zu verpflichten. Daher schwächten sich nach seinem Tod die jungen Luxemburger selbst durch fortwährende Rivalitäten und Machtkämpfe, insbesondere zwischen Wenzel und seinem jüngeren Halbbruder Sigismund sowie durch Erbstreitigkeiten zwischen deren Vettern Jobst von Mähren und Prokop von Mähren, die alle gegeneinander kämpften und untereinander wechselnde Bündnisse eingingen. Das Haus Luxemburg verlor zunächst nicht nur die Königswürde (mit der Absetzung Wenzels 1400), sondern auch viel Respekt.
Unter Sigismund gelang den Luxemburgern 1411 die Rückkehr auf den deutschen Königsthron, obwohl es sich nicht mehr um das hegemoniale Königtum Karls IV. handelte. Sigismund, der 1387 Maria von Ungarn geheiratet hatte, verausgabte sich zuerst in Kämpfen um die ungarische Krone, später in den Hussitenkriegen (1419–1436), die er auf dem Konzil von Konstanz (1414–1418) selbst ausgelöst hatte. Doch war durch das Konzil die europaweite Kirchenspaltung überwunden worden. In den unübersichtlichen Wirren der Machtkämpfe in Reichsitalien agierte Sigismund meist geschickt und erreichte es, 1433 vom Papst zum Kaiser gekrönt zu werden. Mit Sigismund, der auf eine lange und relativ erfolgreiche Regierungszeit zurückblicken konnte (vor allem mit der Beilegung des Großen Schismas 1417), endete das Haus Luxemburg in männlicher Linie 1437 und starb damit aus.
Zum Erben Sigismunds wurde dessen Schwiegersohn, Herzog Albrecht von Österreich, der alle drei Kronen Sigismunds auf sich vereinigen konnte, die böhmische, die ungarische und die des deutschen Wahlkönigs. Dies trug zum Aufstieg der Habsburger wesentlich bei, auch wenn die Vereinigung Böhmens, Ungarns und Österreichs vorerst nur Episode blieb. Die Besitzungen der Luxemburger westlich des Rheins wurden in den Länderkomplex des Hauses Burgund integriert, das einige Jahrzehnte später ebenso von den Habsburgern beerbt wurde. Durch die Belehnung der Hohenzollern mit der Mark Brandenburg 1415 stellte Sigismund außerdem eine wesentliche Weiche für deren Aufstieg in Brandenburg und Preußen.

## Stammliste
- Stammliste des Hauses Luxemburg

## Die Könige und Kaiser des Hauses Luxemburg
- Heinrich VII. (1278–1313), römisch-deutscher König 1308–1313, ab 1312 Kaiser
- Johann von Böhmen (1296–1346), Sohn Heinrichs, König von Böhmen 1311–1346 und Titularkönig von Polen 1311–1335
- Karl IV. (1316–1378), Sohn Johanns, 1346–1376 römisch-deutscher König, 1347–63 König von Böhmen, ab 1355 König von Italien, ab 1355 Kaiser
- Wenzel (1361–1419), Sohn Karls, 1363–1419 König von Böhmen, 1373–1378 Kurfürst von Brandenburg, 1376–1400 römisch-deutscher König
- Sigismund (1368–1437), Sohn Karls, Kurfürst von Brandenburg 1378–1388 und 1411–1415, König von Ungarn und Kroatien ab 1387, römisch-deutscher König ab 1411, König von Böhmen ab 1419, Kaiser ab 1433

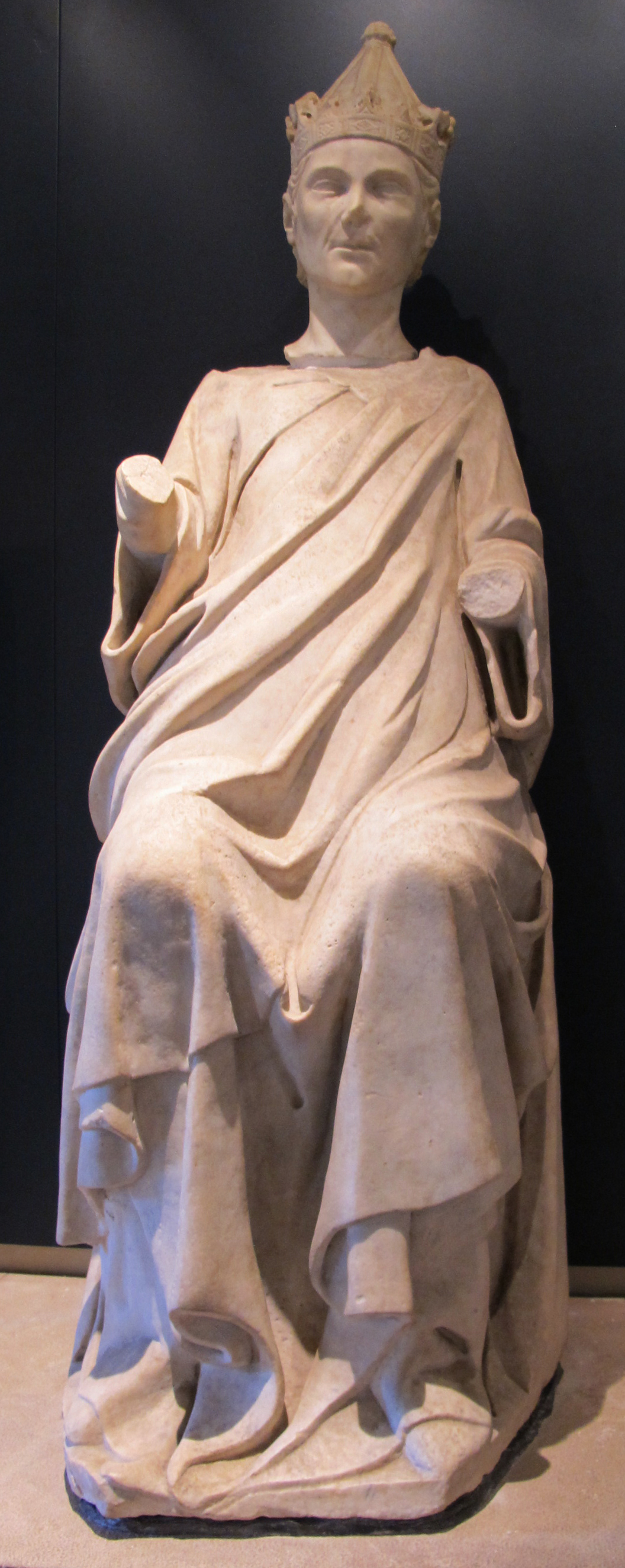
Kaiser Heinrich VII.
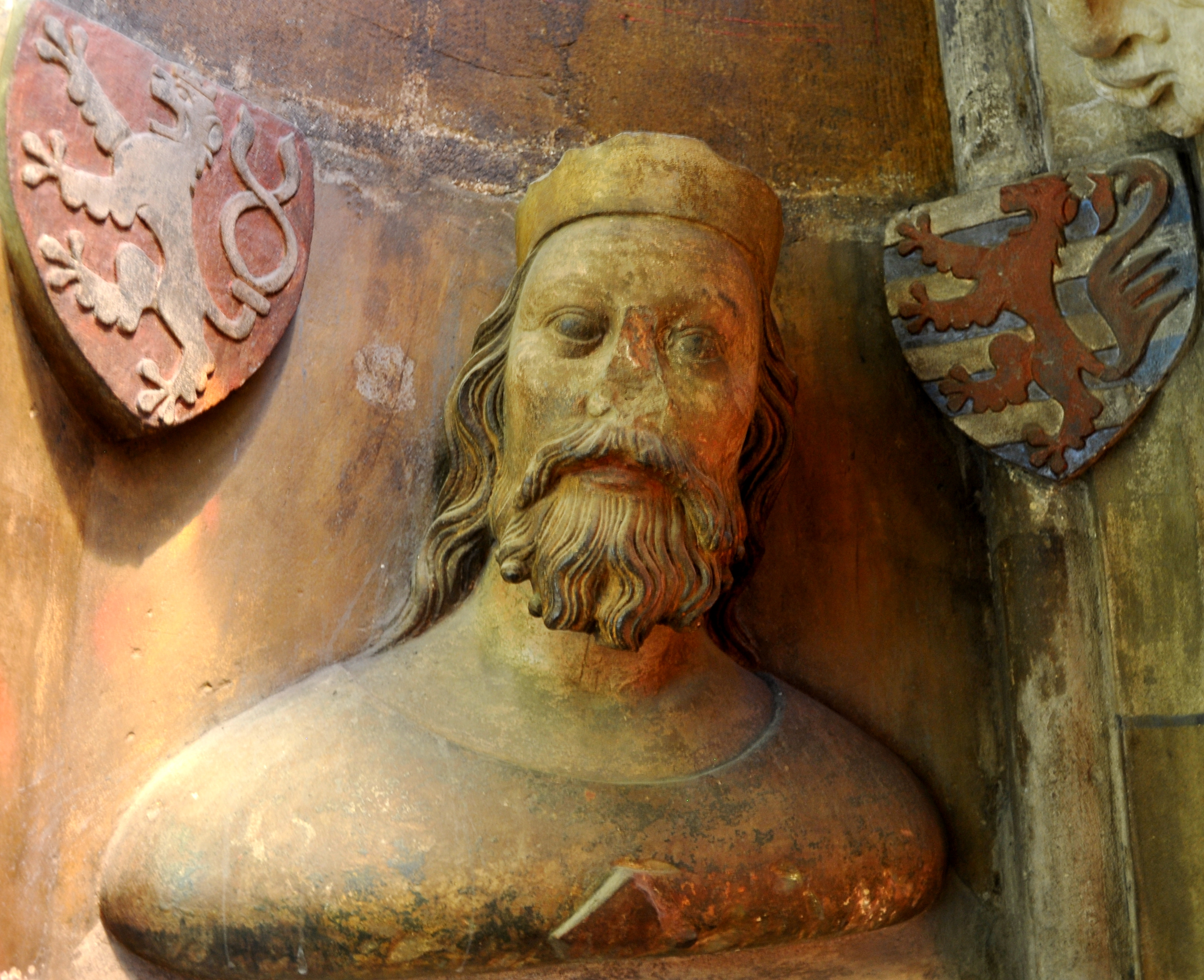
König Johann von Böhmen
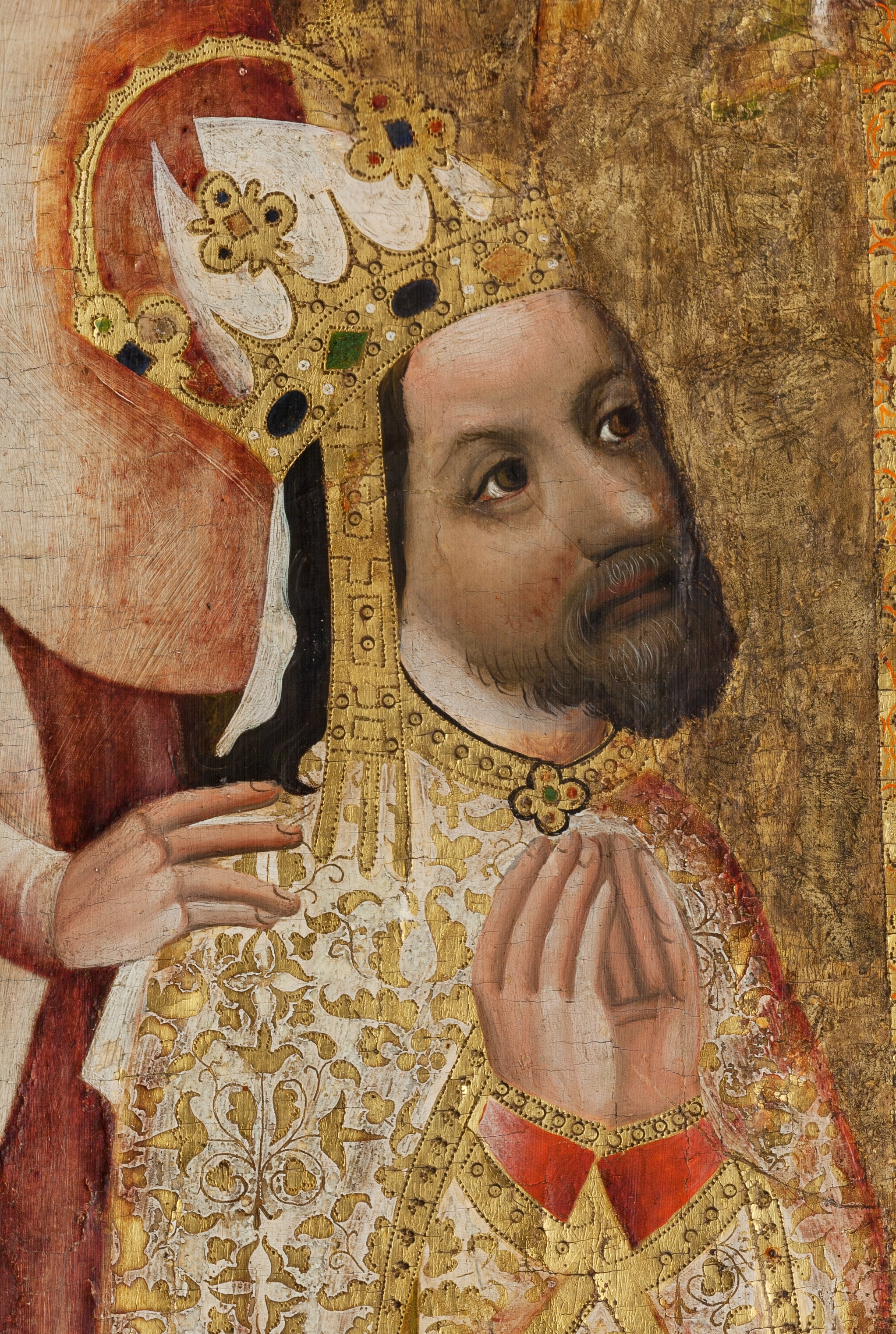
Kaiser Karl IV.
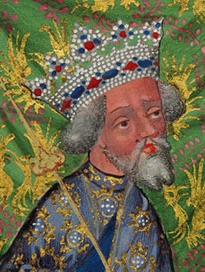
König Wenzel
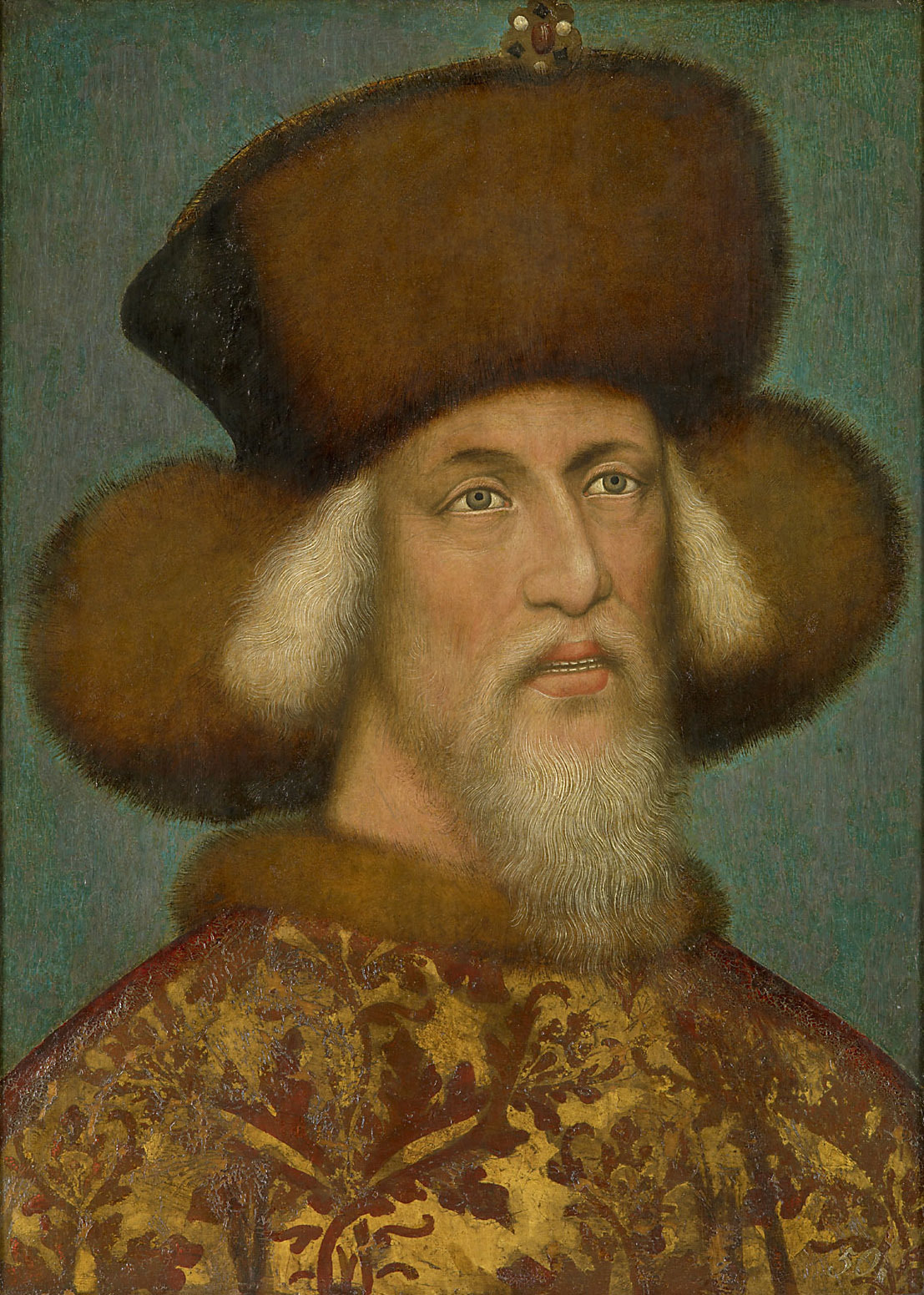
Kaiser Sigismund